# Aligrimmia peruviana
Aligrimmia peruviana là một loài Rêu trong họ Grimmiaceae. Loài này được R.S. Williams mô tả khoa học đầu tiên năm 1903.